# Martyn Krawziw
Martyn Krawziw (ukrainisch Мартин Кравців, FIDE-Bezeichnung: Martyn Kravtsiv; * 26. November 1990 in Lwiw) ist ein ukrainischer Schachmeister.
2007 erhielt Krawziw von der FIDE den Titel Internationaler Meister, die erforderlichen Normen erfüllte er im Oktober 2005 bei einem Turnier in Tscherwonohrad und im Oktober 2006 bei einem Turnier in Lwiw. Zwei Jahre später erhielt er den Großmeistertitel. Die Normen hatte er im August 2007 bei einem GM-Turnier in Saratow, im Februar 2008 beim 24. Open in Cappelle-la-Grande und im März 2009 beim Kaissa-2009-Turnier in Charkiw erfüllt.
2006 gewann Krawziw mit der ukrainischen Nationalmannschaft den Titel bei der U16-Schacholympiade. 2008 gewann er bei den Weltdenksportspielen in Peking die Einzelmeisterschaft im Blitzschach. 
In der deutschen Schachbundesliga spielte Krawziw von 2013 bis 2015 für den Hamburger SK, in der polnischen Mannschaftsmeisterschaft spielte er 2009 und 2010 bei BKS Prokonex Brzeg. In der ukrainischen Mannschaftsmeisterschaft spielte er 2002 für die zweite Mannschaft von Carpathia-Galicia Lwiw, von 2006 bis 2008 für die Nationale Iwan-Franko-Universität Lwiw (erst für die zweite Mannschaft, ab 2007 für die erste Mannschaft) und 2009 für die Western Ressource (80th anniversary of V.Kart) Lviv region. In der ungarischen Mannschaftsmeisterschaft spielt Krawziw in der Saison 2016/17 für DVTK Sport Korlátolt Felelősségű Társaság.